# کل تپه گندیشمن
کل تپه گندیشمن مربوط به دوره سلجوقیان است و در شهرستان اردبیل، بخش مرکزی، روستای گندیشمن واقع شده و این اثر در تاریخ ۱۴ مرداد ۱۳۸۲ با شمارهٔ ثبت ۹۴۳۱ به‌عنوان یکی از آثار ملی ایران به ثبت رسیده است.